# Harmony (группа)
Harmony — нидерландская поп-группа, созданная специально для участия на конкурсе песни Евровидение-1978. В состав коллектива входили Росина Лауварс (нидерл. Rosina Louwaars), Доналд Ливэлд (Donald Lieveld) и Аб ван Вауденберг (Ab van Woudenberg). Ранее исполнители были известны как участники поп-группы Sommerset.

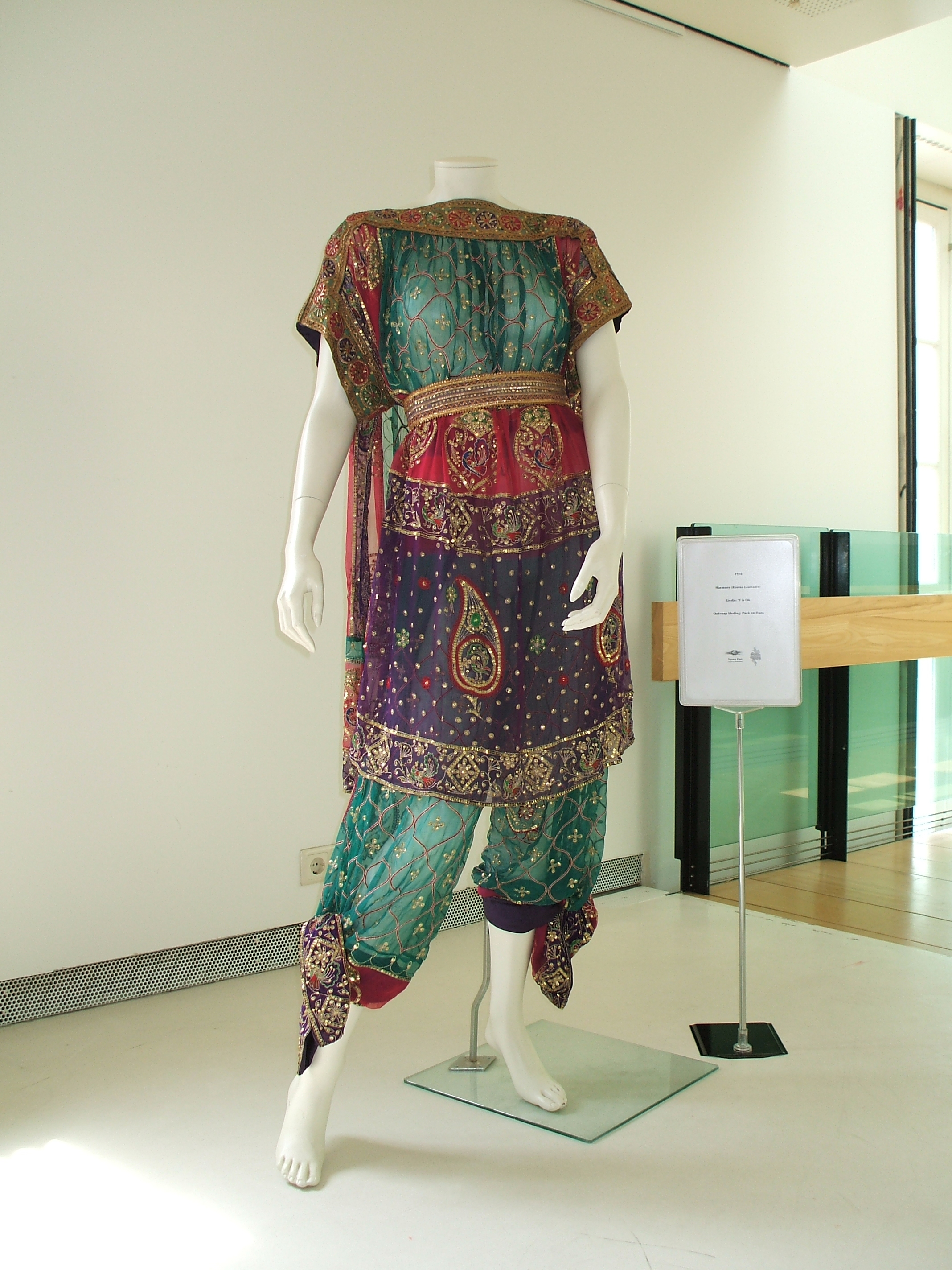
Конкурсное платье, в котором выступала участница Harmony Росина Лауварс на Евровидении

В 1978 году Harmony представляла Нидерланды на «Евровидении» с песней «'t Is O.K.»; заняли 13-е место, набрав 37 очков.
После распада группы карьеры её бывших участников прошли практически незаметно. Росина Лауварс в 1980 году выпустила свой первый и пока единственный сингл «Caravan».